# LM317

Układ źródła prądowego zbudowany z użyciem LM317

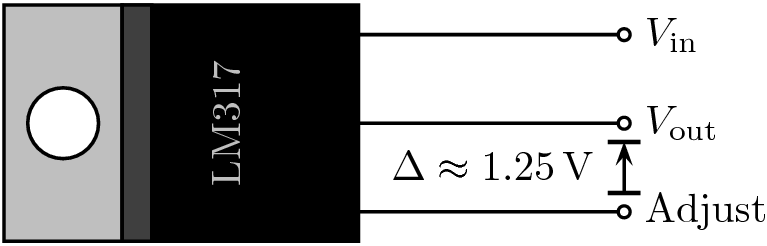
Układ wyprowadzeń układu LM317T z ukazaniem źródła napięcia odniesienia

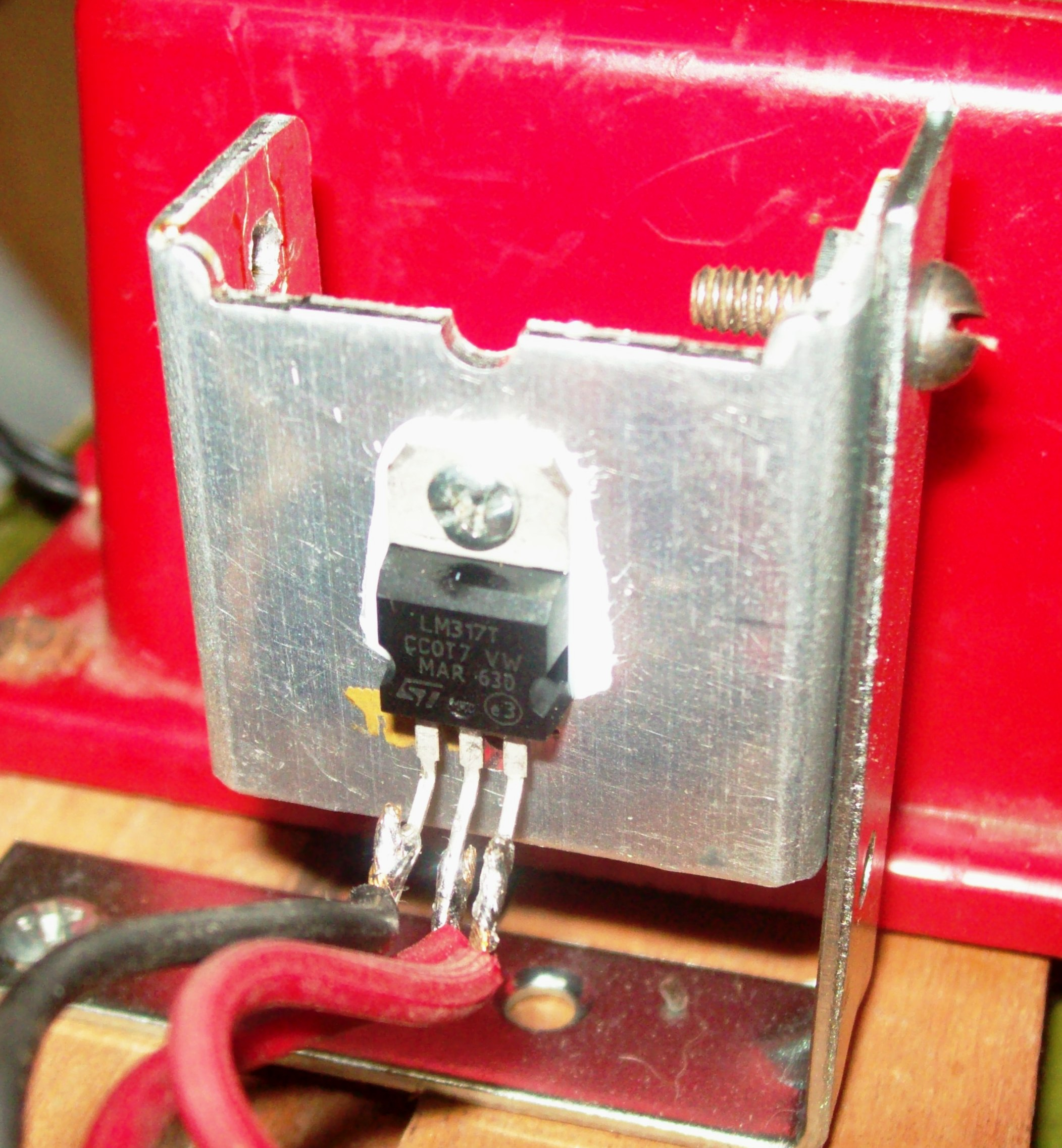
Układ LM317 z radiatorem

Układ scalony LM317 jest nastawnym scalonym stabilizatorem napięcia dodatniego. Został skonstruowany przez Roberta C. Dobkina i Roberta J. Widlara w roku 1970 podczas ich pracy w firmie National Semiconductor.

## Specyfikacja
| Parametr                                     | Wartość                                                                    |
| -------------------------------------------- | -------------------------------------------------------------------------- |
| Zakres regulacji napięcia wyjściowego Vout   | 1,25 V – 37 V                                                              |
| Spadek napięcia na stabilizatorze Vin - Vout | 3 V – 40 V                                                                 |
| Dopuszczalna temperatura otoczenia           | 0℃ – 125℃                                                                  |
| Dopuszczalny prąd wyjściowy Imax             | mniejszy niż 1,5 A (z zastosowaniem radiatora zalecanego przez producenta) |